# 奇弗斯鎮站
奇弗斯鎮站（英語：Cheeverstown）是一個位於愛爾蘭都柏林奇弗斯鎮的都柏林轻轨站，在2011年通車，作為红线往萨格特的延伸鐵路。車站有一個312車位的停車轉乘區。